# Vivid Color
Vivid Color（ビビッドカラー）は、日本のゲーム会社。東京都渋谷区神宮前に本拠を置き、ボーイズラブ系アダルトゲームを開発・販売している。主な原画家はタカツキノボル。

## 発売ゲーム一覧
- 2002年7月26日 - SILVER CHAOS
  - 2003年5月23日 - SILVER CHAOS FANBOX 〜ETERNAL FANTASIA〜
  - 2007年9月26日 - Silver Chaos -トリプルセレクション-
- 2004年2月27日 - Artificial Mermaid 〜SILVER CHAOS II〜
- 2005年8月26日 - 花町物語
  - 2010年4月30日 - 花町物語（廉価版）
- 2007年12月28日 - メイド★はじめました 〜ご主人様のお世話いたします♥〜
  - 2009年3月19日 - メイド★はじめました 〜ご主人様のお世話いたします♥〜 Special Price（廉価版）
- 2008年10月24日 - ラブミーテンダー 〜今宵、Barアルバで〜
- 2009年10月26日 - 花陰-堕ちた蜜華-
  - 2011年3月18日 - 花陰-堕ちた蜜華-（廉価版）
- 2010年8月27日 - 熱砂ノ楽園